# Pareils à des enfants
Pareils à des enfants est un récit de Marc Bernard paru le 31 janvier 1942 aux éditions Gallimard. L'ouvrage reçoit le prix Goncourt en 1942.

## Historique
Le roman reçoit le prix Goncourt dans le contexte de la France occupée et alors que son auteur vit par nécessité, avec sa femme juive et ses trois enfants, dans la région de Nîmes. Vivant dans une certaine indigence et avec des dettes, il ignore l'obtention du prix et l'apprend de manière fortuite le 19 décembre 1942.

## Résumé
L’objectif de Marc Bernard pour Pareils à des enfants était de faire revivre des gens simples. Le récit relate les premières années du héros : son enfance, le départ de son père infidèle et coureur de jupons, la vie quotidienne et difficile avec sa mère, tout cela inscrit dans le décor de sa Nîmes natale.

## Extrait
« Notre appartement se trouvait dans une cour étroite où, en toutes saisons, ne tombait qu’une lumière grise qui me glaçait le cœur ; de plus les fenêtres étaient fermées par de grosses barres de fer, ce qui ajoutait à mon poignant sentiment d’exil, d’emprisonnement. »

## Éditions
- Pareils à des enfants, éditions Gallimard, 1942.